# アロハはさよならの意味
『アロハはさよならの意味』（あろははさよならのいみ、原題：Aloha Means Goodbye）は、1974年のアメリカ合衆国のテレビ映画。監督はデヴィッド・ローウェル・リッチ。出演はサリー・ストラザース。ジェームズ・フランシスカスなど。

## あらすじ
保育士のサラが勤務中に突然意識を失ってしまい、搬送先の病院でローレンス医師からマウイ島にある施設で検査をさせて欲しいと申し出を受けたサラはハワイへ向かう。
施設に到着したサラは心臓の病気の為に移植待ちで療養中だというクリスチャンと出会うが、彼の血液型が自分と全く一緒だった事で違和感を感じ始める。

## キャスト
※括弧内は日本語吹替
- サラ・ムーア：サリー・ストラザース（幸田直子）
- パメラ・クライン：ジョアンナ・マイルズ（藤夏子）
- デビッド・カラニ医師：ヘンリー・ダロウ（秋元羊介）
- ローレンス・マドックス医師：ジェームズ・フランシスカス（小川真司）
- ダ・コスタ医師：フランク・マース
- トガー・ニルソン：ラリー・ゲイツ
- フランク・フランクリン医師：ラッセル・ジョンソン
- クリスチャン・ニルソン：コリン・ロスビー（土師孝也）
- カラニ夫人：パット・リー
- コニー：トレーシー・リード
- 盲目の少女：ドーン・リン
- スチュワーデス：アン・シェディーン